# Filipa Brazona
Ana Filipa Antunes dos Reis Brazona (Lisboa, 26 de Junho de 1981), mais conhecida por Filipa Brazona, é uma apresentadora de televisão portuguesa. Apresentou o programa Insert Coin, no canal AXN Portugal, de julho de 2006 até ao fecho em janeiro de 2012.
É licenciada em Jornalismo e mestre em Assuntos Europeus.